# Hadena brunnea
Hadena brunnea là một loài bướm đêm trong họ Noctuidae.